# Carlos Antonio Mendoza
Carlos Antonio Mendoza Soto (31 de outubro de 1856 na Cidade do Panamá - 13 de fevereiro de 1916) foi presidente do Panamá entre 1 de março e 1 de outubro de 1910.